# وادي خزران (الشعر)

تعديل مصدري - تعديل

وادي خزران محلة تابعة لقرية خزران، التابعة لعزلة القابل الاسفل بمديرية الشعر إحدى مديريات محافظة إب في الجمهورية اليمنية، بلغ تعداد سكانها 50 حسب تعداد اليمن لعام 2004.